# 群馬大学共同教育学部附属中学校
群馬大学共同教育学部附属中学校（ぐんまだいがくきょうどうきょういくがくぶふぞくちゅうがっこう）は、群馬県前橋市に所在し、群馬大学共同教育学部に附属する国立中学校。

## 沿革
- 1947年〈昭和22年〉4月 - 学校教育法施行にともない群馬師範学校・同女子部に各附属中学校が設置[1]。
- 1949年〈昭和24年〉
  - 4月 - 男子部・女子部を合併し群馬師範学校附属中学校となる[1]。
  - 5月31日 - 国立学校設置法施行による群馬大学の創立にともない群馬大学群馬師範学校附属中学校となる[1]。
- 1951年〈昭和26年〉3月31日 - 群馬大学師範学校廃止、群馬大学学芸学部附属中学校となる[1]。
- 1953年〈昭和28年〉3月3日 - 校歌（作詩：和田利男・作曲：信時潔）制定[1]。
- 1966年〈昭和41年〉4月1日 - 群馬大学教育学部附属中学校に改称[1]。
- 1980年〈昭和55年〉8月 - 上沖町に新校舎が完成、移転[1]。
- 2004年〈平成16年〉4月1日 - 国立大学法人群馬大学に移管。
- 2020年〈令和2年〉4月1日 - 群馬大学共同教育学部附属中学校に改称。

## 教育目標
- 心豊かに互いを生かす（共生）
- 知性を高め未来を創る（創造）
- たくましい心と体に育ち合う（健康）

## 特色
群馬大学共同教育学部附属小学校と同じく、群馬大学教育学部と連携した、優れた教員を養成するための教育実習校として、全国的な視野に立った教育研究の実証校（公開研究会）の実施、群馬県採用教員初任者研修会の実施、幼稚園・小学校・中学校の連携による一貫教育の推進、幼稚園・小学校・中学校・養護学校間の交流教育の実施を目的に設置された、群馬県内一の教育研究機関としての中学校。そのため、生徒だけでなく、教員の養成をも目的とした教育がなされており、県内では珍しい、 独自の教育課程、入学者選抜、小中一貫教育などを行っている。他の公立学校と授業進度・内容を変えて、研究のデータとして利用している。
また、教員も公立学校と違い、8年を超えて勤務することができ、国立に分類されるが、校風としては私立中学校に近いものがある。
前橋市内に限らず広範囲から生徒が通学している。附属高校は存在しない為、ほぼ全員が外部の高校へ進学する。生徒の多くは市内にある群馬県立前橋高等学校並びに群馬県立前橋女子高等学校へ進学し、両高校在籍生徒の出身中学校では最も多数を占めている。

## 入学者選抜
群馬大学共同教育学部附属小学校からの卒業生、1学年100名前後を新入生として受け入れるが、中学校側の定員は135名で、転出者を含めると毎年35人程度の不足が生ずる。 それを補うため、一般公募で公立小学校からの新入生を受け入れる。群馬大学教育学部附属小学校は前橋市内に在住する者しか試験を受けられないが、群馬大学教育学部附属中学校は「自分で通うこと」を原則として、近隣市町村からも新入生を受け入れる。毎年のように志願者が受け入れ人数を上回るため、入学者選抜試験をして合格者を入学させる。一次選抜は志望者が70名を超えた場合のみ実施されるもので、くじ引きによって決められるが、近年は実施されていない。二次選抜は面接試験で、4人ほどでテーマに沿って話し合いをするグループ面接と、通常の面接に加えて口頭で答える形式の問題が出される個人面接の2種類が行われる。男女比が等しくなるように取っていたが、今は男女比は関係がなくなっている。1クラスは34人で、4クラス計136人で1学年となる。

## 著名な出身者
- 高田敏江 - 女優、司会者
- 重原久美春 - OECD元副事務総長
- 堤富男 - 元通商産業事務次官
- 高木仁三郎 - 物理学者
- 豊田有恒 - 作家
- 高斎正 - 作家、自動車評論家
- 三村明夫 - 日本製鉄社友名誉会長
- 小川正行 - 教育学者、公衆衛生学者
- 桜井俊 - 元総務事務次官、櫻井翔の父
- 立川談之助 - 落語家・元参議院議員秘書
- 笠原群生 - 外科医（小児臓器移植専門）
- 笠間和典 - 消化器外科医
- 阿部由美子 - 元アイドル、芸能事務所社長
- 松尾英里子 - 元日本テレビアナウンサー、フリーアナウンサー
- 坐間妙子 - アナウンサー（エフエム群馬→北陸放送→フリー）
- 渋川ナタリ - ピアニスト

## 所在地
- 群馬県前橋市上沖町612番地[1]

## 系列校
国立大学法人群馬大学
- 群馬大学
- 群馬大学共同教育学部附属小学校
- 群馬大学共同教育学部附属幼稚園
- 群馬大学共同教育学部附属特別支援学校